# Петросталь
Петросталь — металлургический завод, входящий в группу компаний «Кировский завод». Расположен в Санкт-Петербурге. Производит металлопрокат.

## История
28 февраля 1801 года Павел 1 издал приказ: "«Кронштадский литейный завод на представленном от действительного статского советника Гаскойна основании переместить на предложенное им место, в приложенном при сем плане означенное, употребив на перевозку и временное его устроение десять тысяч рублей из строительных сумм Олонецких заводов»"; в результате Кронштадский литейный завод был перемещен на новое место и стал называться Санкт-Петербургский казенный чугунолитейный завод;
3 (15) апреля 1801 год была сделана первая плавка;
С 1801-1806 год руководителем завода был Карл Гаскойн;
С 1807-1818 год руководителем завода был Адам Армстронг;
В 1809 году на заводе была проведена масштабная перестройка и увеличены производственные площади;
7 ноября 1824 года произошло крупнейшее наводнение со времен основания Санкт-Петербурга. На Санкт-Петербургском чугунолитейном заводе число погибших составило 152 человека;
В 1825 году принимается решение о переносе завода на новое место (7-я верста Шлиссельбургского тракта). После его пуска с 1826-1842 директором двух площадок завода был Матвей Егорович Кларк. В дальнейшем новая площадка завода была переименована в Александровский чугунолитейный завод;
В 1842 году завод был передан в ведение Общества владельцев горных заводов;
В 1845 году завод остановился и предприятие вновь перешло в казну;

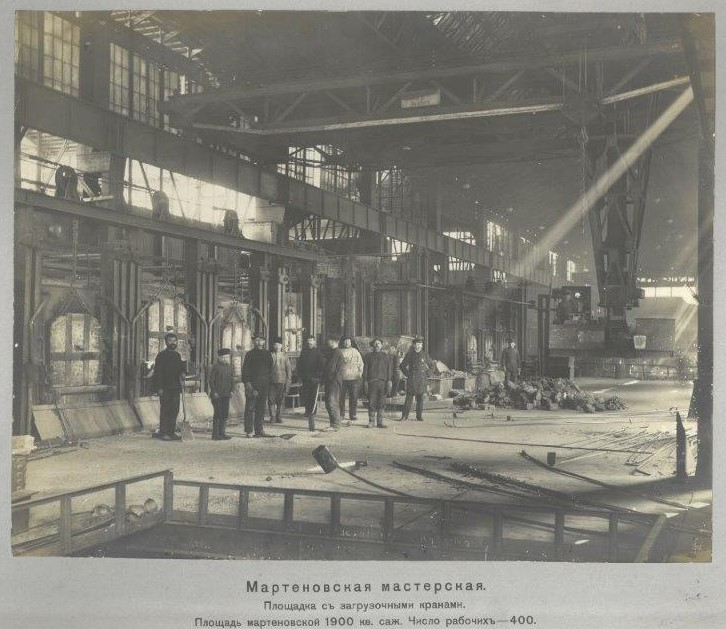
Мартеновская мастерская. Площадка с загрузочными кранами.

В 1848 году завод был передан в пользование Николаем 1 приближенному Н.А. Огареву, а в 1855 передан в собственность;
В 1856 году завод был сдан Н. А. Огаревым в аренду фирме купца 1-й гильдии Василия Хенлея  «И. Дей и К°»;
В марте 1864 года Н.А. Огарев продал завод купцу Вильгельму Риттеру и барону Константину Карловичу Фелейзену;
12 января 1868 завод приобретен Николаем Ивановичем Путиловым;
В 1870-х годах начинается строительство сталелитейной и мартеновской мастерской;
В 1874 году А.А. Износков построил мартеновскую печь на Путиловском заводе по личному приглашению Путилова;
В 1877 году большая часть акций завода перешла Государственному банку;
В 1885 г. на Путиловском заводе выплавили сталь, в которой содержалось 0,52% углерода и 3,72% молибдена;
В 1896 году по руководством Липина Вячеслава Николаевича организованно производство легированной стали;
С 1902 года по 1916 год на заводе работал выдающийся российский металлург и металловед Беляев Николай Иванович, где создал металлографическую лабораторию в 1904 году;
С 1909 года по 1918 год на заводе были изучены и внедрены методы отливки и обработки спецсталей,  а также электроплавки металлов выдающимся российским и советским металлургом Булах Николаем Егоровичем;
С 1913 года по 1928 год в Центральной заводской лаборатории работал Гудцов Н.Т. - академик, создатель теории легирования, основатель ленинградской школы металловедов;
В 1915 году на заводе была пущена электропечь системы Жиро емкостью 7 тонн. Она работала на трехфазном токе и имела 11 подовых стальных электродов с водяным охлаждением;
7 ноября 1922 год. Путиловский завод переименован в "Красный путиловец";
С 1925 по 1955 г. в мартеновском цеху в должности мастера по термической обработке ЦИЦ, старшего инженера исследователя ЦЗЛ, начальника ЦЗЛ и главного металлурга завода работал Жиронкин Александр Николаевич, изобретатель муфельной печи с отсасыванием воздуха из муфеля, автор книг по термической обработке стали;
В годы первой пятилетки (1928-1932гг) инженерами завода были разработаны и освоены в производстве кремнехромистые и кремнемарганцовистые конструкционные стали как заменители хромоникелевой стали с содержанием никеля от 1,5 до 3%, позднее эти стали вошли в ГОСТ 4534-48, использовались для разных деталей машиностроения;
1929 год - открытие первой в Советском Союзе химической экспресс-лаборатории при мартеновских печах. Организацией лаборатории руководил начальник химической лаборатории "Красного путиловца", создатель методов химического анализа по ходу плавки Цинберг Сергей Лазоревич;

В 1930 – 1952 гг. работал сменным мастером в цехе, начальником металлургической группы, бюро и отдела производства стали в Центральной заводской лаборатории будущий доктор технических наук, автор книг и учебных пособий, профессор Ленинградского института инженеров водного транспорта Заморуев Владимир Михайлович

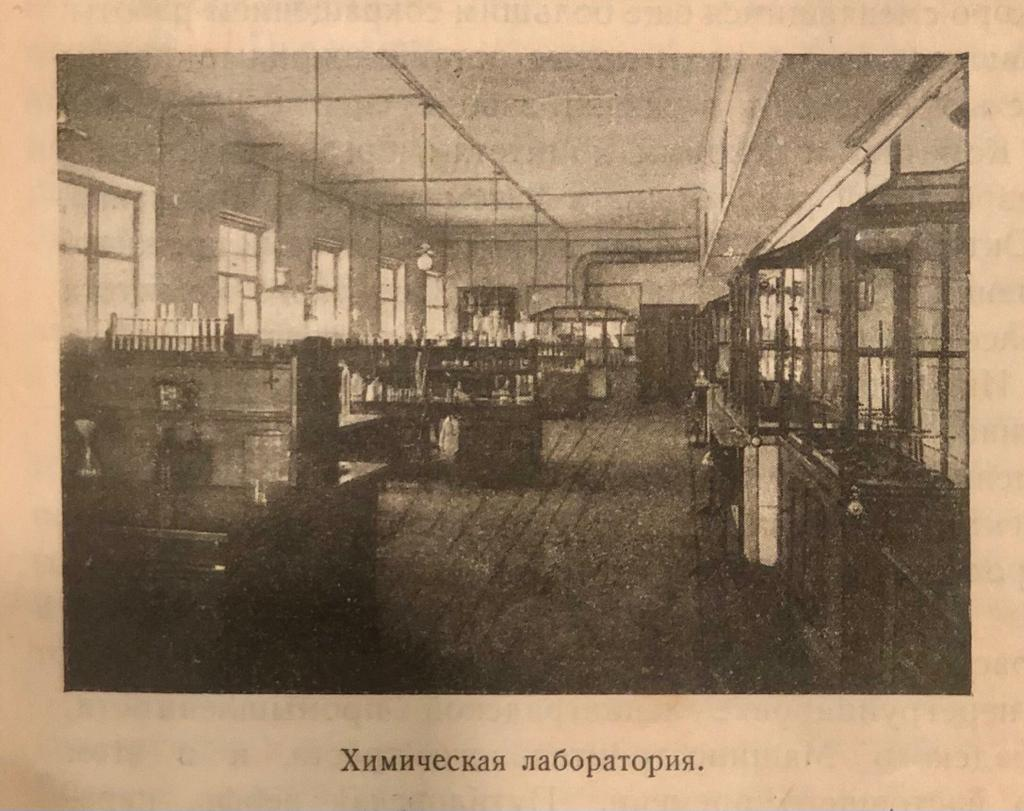
Химическая лаборатория завода.

17 декабря 1934 года завод "Красный Путиловец" переименован в Кировский завод;
В 1939 году под руководством начальника мартеновского цеха З.М. Немировского, при активном участии технологов цеха, среди которых находилась первая женщина металлург Гювара Нуриева, была разработана технология производства нержавеющей стали марки Х18Н9. Впервые в мировой практике в мартеновской печи была получена нержавеющая сталь, содержащая 18% хрома и 9% никеля;
В 1939-1940 гг. производство легированной стали достигло 30-35% от общего выпуска стали в цехе;
В 1949 году была впервые была проведена крупнотоннажная плавка стали марки 18X2H4BA в основной мартеновской печи;
5 ноября 1992 года образовано акционерное общество "Кировский завод";

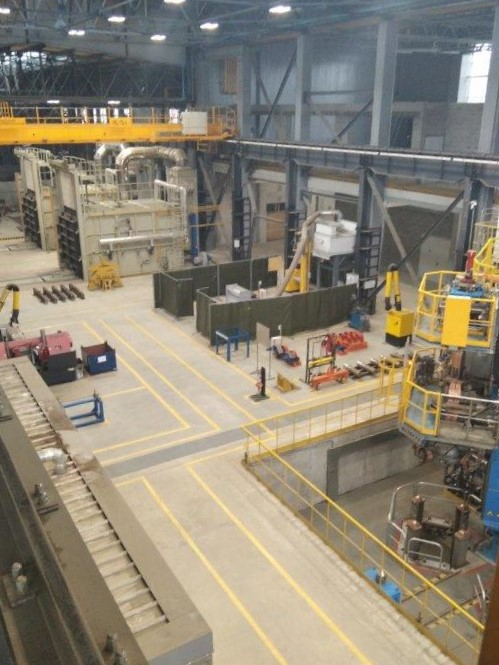
Лаборатория специальных сплавов и сталей

12 июля 1995 года образовано акционерное общество металлургический завод "Петросталь". Учредитель компании - Открытое акционерное общество "Кировский завод".

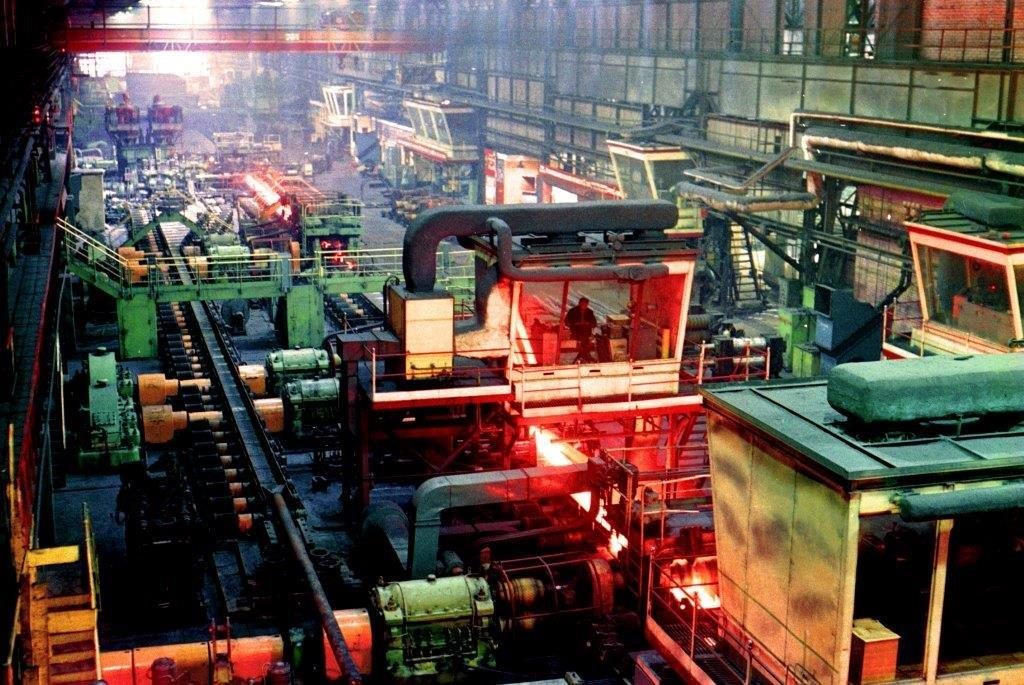
Прокатный цех 160. Стан 600

## Деятельность
30 января 2014 года прошла аккредитацию на соответствие требованиям ГОСТ ИСО/МЭК 17025-2009 лаборатория металлургического завода "Петросталь";
В 2020—2023 годах запланирована масштабная реконструкция сталеплавильного комплекса. Взамен существующего мартеновского цеха будет спроектирован и построен электросталеплавильный комплекс и машины непрерывного литья заготовки для среднетоннажной отгрузки.

## Цеха
- 4 мартеновских сталеплавильных печи с основным подом емкостью 85 тонн каждая общей производственной мощностью 380 тыс. тонн;
- установка «печь-ковш» (Fuchs, введена в 2003 году) с объёмом ковша 83 тонн мощностью 270 тыс. т. стали в год;
- обжимно-заготовительный стан «900/680» по производству круглой заготовки диаметром от 110 мм до 250 мм, квадратной заготовки стороной 100, 115, 120, 125, 140, 150, 200 мм, плоской заготовки высотой от 50 до 100 мм и шириной от 330 до 400 мм длиной 2,5-6 м;
- Среднесортный стан «350» по производству круглого проката диаметром от 28 до 80 мм и полосового высотой от 12 до 25 мм и шириной от 80 до 100 мм длиной 2,5-6 м;
- Цех специальной металлургии.